# Amadeïtes
Els amadeïtes van ser un grup reformat de l'orde de Frares Menors Conventuals, de tendència observant, que va existir entre 1464 i 1517, quan va ésser suprimida i els seus membres passaren a l'orde dels Frares Menors Observants.
El fundador fou el portuguès Amadeu da Silva, germà de Santa Beatriu de Silva, fundadora de l'Orde de la Immaculada Concepció, i frare franciscà des del 1451. El 15 de maig de 1452 va tenir audiència amb el duc de Milà, de qui obtingué suport per fundar un convent. Pius II va donar una butlla per fundar-lo a Castiglione, a la diòcesi de Cremona, amb el suport de la duquessa. El convent va anomenar-se de Santa Maria de Castigliori, i Amadeu va fer que canviés el nom a Santa Maria de Guadalupe, en record del primer monestir on havia estat. El convent esdevingué el centre de la reforma franciscana que Amadeu va iniciar, desitjós de retornar al carisma i el rigor original de la regla franciscana. Altres convents van voler seguir les directrius de la comunitat fundada per Amadeu, i així es va formar una nova branca franciscana que va prendre el nom de Congregació dels Amadeïtes i que fou aprovada pel papa Pau II quan va autoritzar-lo, el 22 d'abril de 1469 a obrir tres convents segons la mateixa observança.
Seguiren altres convents que adoptaren aquesta reforma: San Bernardino d'Erbusto i San Francesco d'Iseo, a la província de Brescia en 1465; Santa Maria della Pace (Milà, 1466), Santa Maria da Fonte de Caravaggio (1467), Santa Maria delle Grazie (Quinzano, 1468), Antignate (1468). Va ésser amic del que seria papa Sixt IV, Francesco della Rovere, llavors ministre general dels franciscans, i això li permeté desenvolupar la seva reforma. Sixt IV el va concedir el 24 de març de 1472 el privilegi de rebre els convents reformats frares menors conventuals o qualsevol altre frare menor que volgués adherir-s'hi. Altres convents van fundar-se a Parma, Ponticelli (San Bernardino, 1479), fins a arribar a tenir 39 convents, principalment al nord d'Itàlia.
Tot i que Amadeu havia començat la reforma en cases de frares menors conventuals, pel seu tarannà observant els papes consideraven els amadeïtes una branca dels frares menors observants de la qual era custodi (superior general) Amadeu; Pau II va concedir als seus deixebles la facultat d'elegir el custodi, amb independència dels ministres dels frares menors, quan Amadeu morís, la qual cosa provocà el descontentament dels observants, ja que això suposava una escissió de fet de l'orde, començant llavors una campanya de durs atacs contra Amadeu. Aquest va comptar, però, amb el suport de l'arquebisbe de Bolonya, els ducs de Milà i el mateix papa. Per resoldre el conflicte, Amadeu va aconseguir que el papa declarés els amadeïtes subjectes a l'obediència i jurisdicció del ministre general de l'Orde de Sant Francesc, segons decret del 23 de maig de 1470.
Sixt IV, que era Francesco della Rovere, ministre general dels franciscans, i que ja llavors havia donat suport a Amadeu, el va nomenar confessor i secretari particular seu, per la qual cosa Amadeu va haver d'anar a Roma, i el papa donà a la congregació el convent de San Pietro in Montorio en 1472, introduint-la així a la ciutat. Més tard, Innocenci VIII concedí a l'orde reformat el convent de San Ginés de la Jara, prop de Cartagena en 1493.
La congregació va ésser suprimida, com d'altres reformes observants similars, al capítol general franciscà del 31 de maig de 1517; arran seu, Lleó X va promulgar la butlla Ite vos amb la qual instaurà el nou orde unificat dels Frares Menors Observants que integrava les congregacions i moviments reformistes observants.